# Kameraden singt!
Kameraden singt! ist der Titel des Liederbuches der Bundeswehr. Es enthält eine Auswahl der in der Bundeswehr gängigen Soldatenlieder. Seine weitere Verbreitung wurde 2017 durch das Bundesministerium der Verteidigung gestoppt.

## Geschichte
Das Liederbuch der Bundeswehr erschien erstmals 1958 mit 160 Liedern als Gemeinschaftsausgabe der Verlage Möseler, Tonger und Voggenreiter. Neuere Ausgaben erschienen 1962 und 1976 unter dem Titel Hell klingen unsere Lieder. Die letzte Ausgabe mit 119 Liedern wurde 1991 unter dem Titel Kameraden singt! vom Bundesministerium der Verteidigung, Führungsstab der Streitkräfte, im Voggenreiter Verlag Bonn (ISBN 3-8024-0204-9, nicht im Buchhandel) in einer Auflagenhöhe von 100.000 Exemplaren herausgegeben. Gegenüber den früheren Ausgaben wurde der Anteil der traditionellen Volks-, Wander- und Marschlieder etwas verkleinert; stattdessen wurden einige Folksongs aus den USA und anderen Ländern sowie mehrere populäre Schlager eingefügt. Die Lieder sind mit Hinweisen zur Begleitung mit Gitarre und Keyboard versehen.
Das Liederbuch sollte grundsätzlich an alle Soldaten der Bundeswehr unentgeltlich ausgegeben werden.

## Kritik und Verbreitungsstopp
Kritik wurde daran geübt, dass das Buch einige Lieder enthält, die in der nationalsozialistischen Zeit entstanden, wie zum Beispiel das Panzerlied von Kurt Wiehle, oder deren Textdichter oder Komponisten auch nationalsozialistische Lieder geschrieben haben, wie zum Beispiel Wir fahren nach Norden (Verfasserangabe: August Kremser und – vermutlich unrichtig – Gottfried Wolters) oder Wir ziehen über die Straßen (Melodie von Robert Götz, irrtümlicherweise mit falscher Verfasserangabe).
Am 12. Mai 2017 stoppte das Bundesministerium der Verteidigung die Ausgabe des Liederbuches Kameraden singt! Laut Aussage eines Ministeriumssprechers „wurde erkannt, dass einige Textpassagen nicht mehr unserem Werteverständnis entsprechen“. Besonders kritisiert wurden die Lieder Schwarzbraun ist die Haselnuss, das Panzerlied und das Westerwaldlied, die dem Ministerium zufolge in der NS-Zeit als Ausdruck nationalsozialistischer Überhöhung missbraucht worden seien. Das Streitkräfteamt wurde beauftragt, eine neue Form des Liederbuches zu entwickeln; dabei sollen „alle derzeitig im Liederbuch erfassten Lieder […] erneut kritisch und auch sensibel betrachtet“ werden. Laut Verteidigungsministerium wurde die Änderung des Buches bereits im Januar 2017 in Auftrag gegeben. „Alle derzeitig im Liederbuch erfassten Lieder werden unter Einbindung des Zentrums für Innere Führung und des Zentrums für Militärgeschichte und Sozialwissenschaften der Bundeswehr erneut kritisch und auch sensibel betrachtet“, teilte das Ministerium mit.
Der Deutsche Bundesjugendring forderte auf seiner Vollversammlung am 26./27. Oktober 2018 mit einer mehrheitlich angenommenen Resolution das Bundesverteidigungsministerium auf, das Liederbuch Kameraden singt! abzuschaffen. Der Beschluss wurde mit 38 Ja-Stimmen, 19 Nein-Stimmen und 20 Enthaltungen angenommen; die Deutsche Beamtenbund-Jugend stimmte nicht zu.

## Sonstiges
Kameraden singt! war auch der Titel eines Fahrtenliederbuches des Nerother Wandervogels, das von Robert Oelbermann 1935 im Verlag Günther Wolff, Plauen i. V., herausgegeben wurde.